# Oriolus chlorocephalus
La oropéndola cabeciverde (Oriolus chlorocephalus) es una especie de ave paseriforme de la familia Oriolidae propia de África Oriental.

## Distribución y hábitat

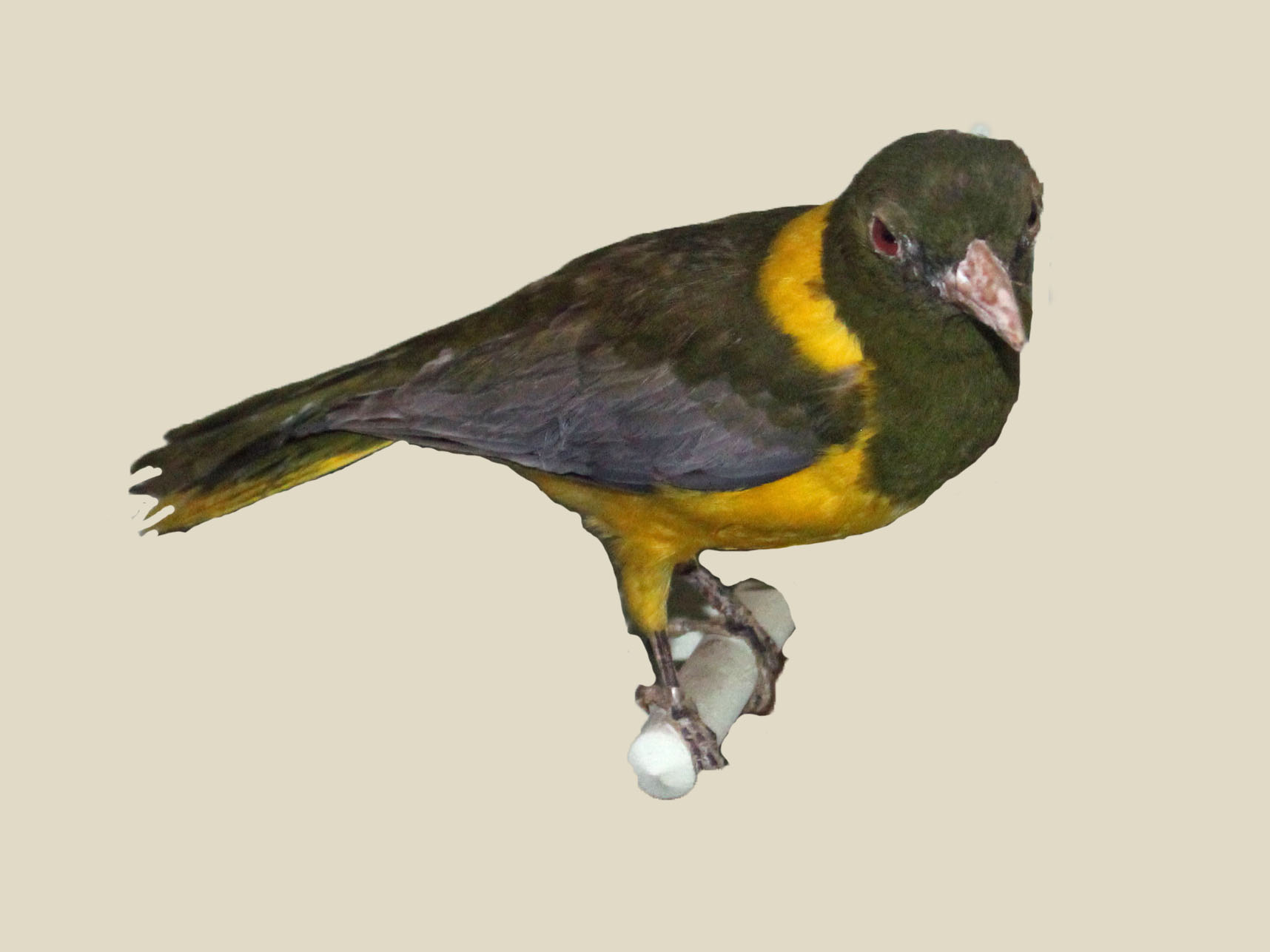
Espécimen en el Museo Nacional de Nairobi.

Se encuentra en Kenia, Malaui, Mozambique y Tanzania.
Sus hábitats naturales son los bosques secos subtropicales o tropicales y los bosques montanos húmedos tropicales.